# Thomas Eisfeld
Thomas Eisfeld (Finsterwalde, Alemania, 18 de enero de 1993) es un futbolista alemán que juega como centrocampista en el Rot-Weiss Essen de la 3. Liga.

## Trayectoria
Eisfeld es producto de la academia juvenil del Borussia Dortmund en la que estuvo siete años, pero antes de llegar al poderoso club alemán, jugó en el SV Quitt Ankum y el Vfl Osnabruck. Sufrió una lesión a los ligamentos en 2009 pero logró recuperarse. En la que sería su última temporada en Dortmund, anotó seis goles y produjo seis asistencias en 12 partidos por el equipo juvenil sub-19 en la temporada 2011-12.
El 31 de enero de 2012, Eisfeld firmó con el Arsenal de Inglaterra por una suma aproximada a las 400,000 libras esterlinas. Luego de completarse su traspaso a los 'Gunners', Eisfeld dijo: "Me siento muy orgulloso de haber firmado por Arsenal. Éste es un gran club con varios grandes jugadores y estoy tan feliz de unirme. El 1 de febrero, debutó con las reservas del Arsenal y dio un pase gol.
Eisfeld fue incluido en la lista de 24 jugadores que participaron de la gira del club a Asia en julio de 2012, poco antes de la temporada 2012-13. En el partido que disputaron frente a Malasia XI, Eisfeld sustituyó a Theo Walcott y convirtió el primer gol del cotejo que culminó 2-1 a favor de los Gunners. Para cerrar la gira, Thomas jugó ante el Kitchee otra vez como sustituto y cuando faltaban 12 minutos, anotó el gol del empate para poner al equipo londinense 2 a 2.
El 30 de octubre de 2012 debutó oficialmente con el primer equipo en la histórica victoria por 7-5 sobre el Reading, en un encuentro válido por la Capital One Cup 2012-13.
El 25 de septiembre de 2013 jugó su segundo partido oficial con el Arsenal y anotó su primer tanto, frente al West Bromwich Albion por la Copa de la Liga de Inglaterra.
El 23 de julio de 2014 se desvinculó del Arsenal para formar parte del Fulham en la segunda división inglesa.
También ha sido internacional por Alemania en la categoría sub-15, de la cual fue el capitán.

## Clubes y estadísticas
Actualizado hasta la temporada 2023-24.
| Arsenal F. C. Inglaterra                                                                                 | 1.ª           | 2012-13       | 0   | 0  | 1  | 0 | 0 | 0 | 1   | 0  |
| Arsenal F. C. Inglaterra                                                                                 | 1.ª           | 2013-14       | 0   | 0  | 1  | 1 | 0 | 0 | 1   | 1  |
| Arsenal F. C. Inglaterra                                                                                 | Total club    | Total club    | 0   | 0  | 2  | 1 | 0 | 0 | 2   | 1  |
| Fulham F. C. Inglaterra                                                                                  | 2.ª           | 2014-15       | 7   | 0  | 2  | 0 | — | — | 9   | 0  |
| Fulham F. C. Inglaterra                                                                                  | Total club    | Total club    | 7   | 0  | 2  | 0 | 0 | 0 | 9   | 0  |
| VfL Bochum · Alemania                                                                                    | 2.ª           | 2014-15       | 12  | 1  | —  | — | — | — | 12  | 1  |
| VfL Bochum · Alemania                                                                                    | 2.ª           | 2015-16       | 26  | 3  | 3  | 0 | — | — | 29  | 3  |
| VfL Bochum · Alemania                                                                                    | 2.ª           | 2016-17       | 17  | 3  | 1  | 0 | — | — | 18  | 3  |
| VfL Bochum · Alemania                                                                                    | 2.ª           | 2017-18       | 18  | 1  | 1  | 0 | — | — | 19  | 1  |
| VfL Bochum · Alemania                                                                                    | 2.ª           | 2018-19       | 10  | 0  | 0  | 0 | — | — | 10  | 0  |
| VfL Bochum · Alemania                                                                                    | 2.ª           | 2019-20       | 11  | 1  | 1  | 0 | — | — | 12  | 1  |
| VfL Bochum · Alemania                                                                                    | 2.ª           | 2020-21       | 22  | 2  | 2  | 0 | — | — | 24  | 2  |
| VfL Bochum · Alemania                                                                                    | Total club    | Total club    | 116 | 11 | 8  | 0 | 0 | 0 | 124 | 11 |
| Rot-Weiss Essen · Alemania                                                                               | 4.ª           | 2021-22       | 15  | 4  | —  | — | — | — | 15  | 4  |
| Rot-Weiss Essen · Alemania                                                                               | 3.ª           | 2022-23       | 26  | 2  | —  | — | — | — | 26  | 2  |
| Rot-Weiss Essen · Alemania                                                                               | 3.ª           | 2023-24       | 23  | 4  | 1  | 0 | — | — | 24  | 4  |
| Rot-Weiss Essen · Alemania                                                                               | Total club    | Total club    | 64  | 10 | 1  | 0 | 0 | 0 | 65  | 10 |
| Total carrera                                                                                            | Total carrera | Total carrera | 187 | 21 | 13 | 1 | 0 | 0 | 200 | 22 |
| (1)Incluye datos de la Copa de la Liga de Inglaterra (2012-13 y 2013-14) y Copa de Alemania (2015-act.). |               |               |     |    |    |   |   |   |     |    |